# ベアトリス・ハリスン
ベアトリス・ハリスン（Beatrice Harrison, 1892年12月9日 - 1965年3月10日）は、20世紀前半に活躍したイギリスのチェリスト。特にフレデリック・ディーリアスの作品など、イングランドの重要な楽曲の初演に複数携わり、他の作品では初録音や標準となる録音を遺した。

## 生涯

### 初期キャリア
ハリスンはインド北西部のルールキーに生まれた。一家はハリスンがまだ幼い頃にイングランドへ帰国しており、彼女はロンドンの王立音楽大学に入学、その後フーゴ・ベッカーに師事し、さらにベルリンに赴いて音楽高等学校で研鑽を積んだ。1910年にはメンデルスゾーン賞を受章し、ベルリンのベヒシュタイン・ホールでデビューを飾った。
ハリスンの姉妹にはレオポルト・アウアー門下のヴァイオリニストであるメイ・ハリスン、ピアニストのマーガレット・ハリスン、そしてモニカがいた。マルク・ハンブルクの一家と同じく、姉妹はそれぞれ異なる楽器を学んでいたため皆でアンサンブルを演奏することが出来た。メイはヘルシングフォシュで行われたメンデルスゾーン演奏会で、1度フリッツ・クライスラーの代役を務めたこともあった。メイとベアトリスは共に英国王立音楽検定でゴールド・メダルを受賞している。ハリスン家は1916年の軍人演奏会を通じてロジャー・クィルター並びに彼のサークルと交際するようになった。1918年3月11日、ベアトリスはトーマス・ビーチャムが指揮するロイヤル・フィルハーモニー管弦楽団とドヴォルザークのチェロ協奏曲 ロ短調を演奏している。
フーゴ・ベッカーはヘンリー・ウッドに対し、まだデビュー前であったベアトリスの演奏を褒め称えていた。エドワード・エルガーとウッドは彼女を高く称賛した。メイとベアトリスはウッドの指揮で、ブラームスのヴァイオリンとチェロのための二重協奏曲を演奏している。

### ディーリアス、エルガーとの関わり

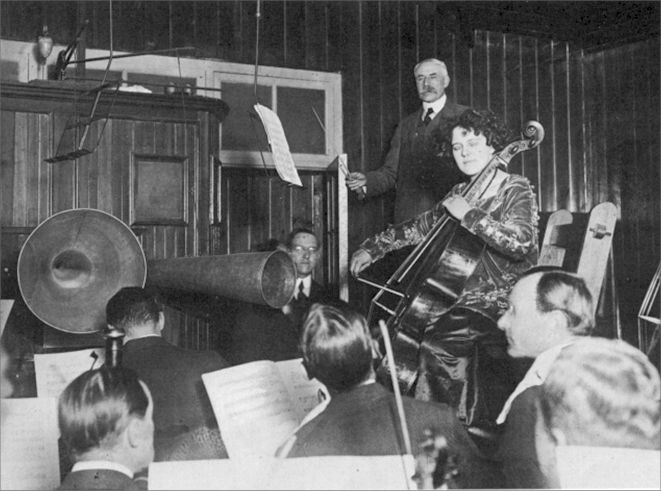
HMVのスタジオでエルガーのチェロ協奏曲の録音に臨む作曲者とハリスン。1920年11月。

ベアトリスは1918年10月31日にウィグモア・ホールで行われたディーリアスのチェロソナタの初演を弾いており、一方メイはディーリアスのヴァイオリンソナタ第1番を初演している。メイはその後ピアノにアーノルド・バックス迎えてこの曲を録音した。その時の演奏会で彼女らはクィルター作品も演奏したため、彼は両方の演奏会に出席していた。1919年にグレ＝シュル＝ロワンで書かれたディーリアスのヴァイオリン協奏曲は、同年にクイーンズ・ホールにおいて被献呈者のアルバート・サモンズの独奏、エイドリアン・ボールトの指揮で初演された。1920年1月に行われたクイーンズ・ホールのシンフォニー・コンサートで、作曲者が見守る中初演されたディーリアスのヴァイオリンとチェロのための二重協奏曲の初演ではハリスン姉妹が独奏を受け持ち、1916年に完成されていた曲は彼女らに献呈された。この後グレに戻ったディーリアスは、ベアトリスの要望によりチェロ協奏曲の作曲に着手する。ベアトリスが6月8日にパリで彼のチェロソナタを演奏するなどする中、ハムステッドのアパートで2か月間集中して作業が進められ、曲は1921年の春に完成された。初演を受け持ったのはビーチャムが「この才能ある女性」と呼んだベアトリスであった。ディーリアスの亡骸が彼の遺志によりイングランドの田舎にある教会の庭に再度埋葬された際、選ばれた村はサリー、オクステッドにあるハリスンの家に近いリンプスフィールドであった。礼拝ではビーチャムが式辞を述べ、礼拝後にはベアトリスが演奏を披露した。
ハリスンは1921年にヘレフォードで開催されたスリー・クワイアズ・フェスティバルにおいて、エルガーのチェロ協奏曲を初めてロンドン以外の都市における音楽祭で演奏した。1924年までに彼女はヨーロッパやアメリカを演奏旅行で巡り、1925年11月に再登場したロイヤル・フィルハーモニックで行われたオール・エルガー・コンサートでは、作曲者のバトンの下でチェロ協奏曲を演奏した。エルガーは、ハリスンが彼と共にこの曲の縮約版を非電気録音するにあたって曲を研究した後は、自分が指揮をする場合はソリストは常に彼女でなければならないと主張していた。1、2年後、電気録音の登場によってレコードの技術的性能が向上すると、ハリスンはエルガーが指揮するこの作品の「公式」HMV録音でソリストに選出された。
1929年のハロゲート音楽祭では、ハリスンはクィルターと仲間からなるフランクフルト・グループが関係する楽曲の演奏会での協賛者となり、1933年にはクィルターが自作の『L'Amour de moy』を彼女の放送のために再編曲した。

### キャリア後期

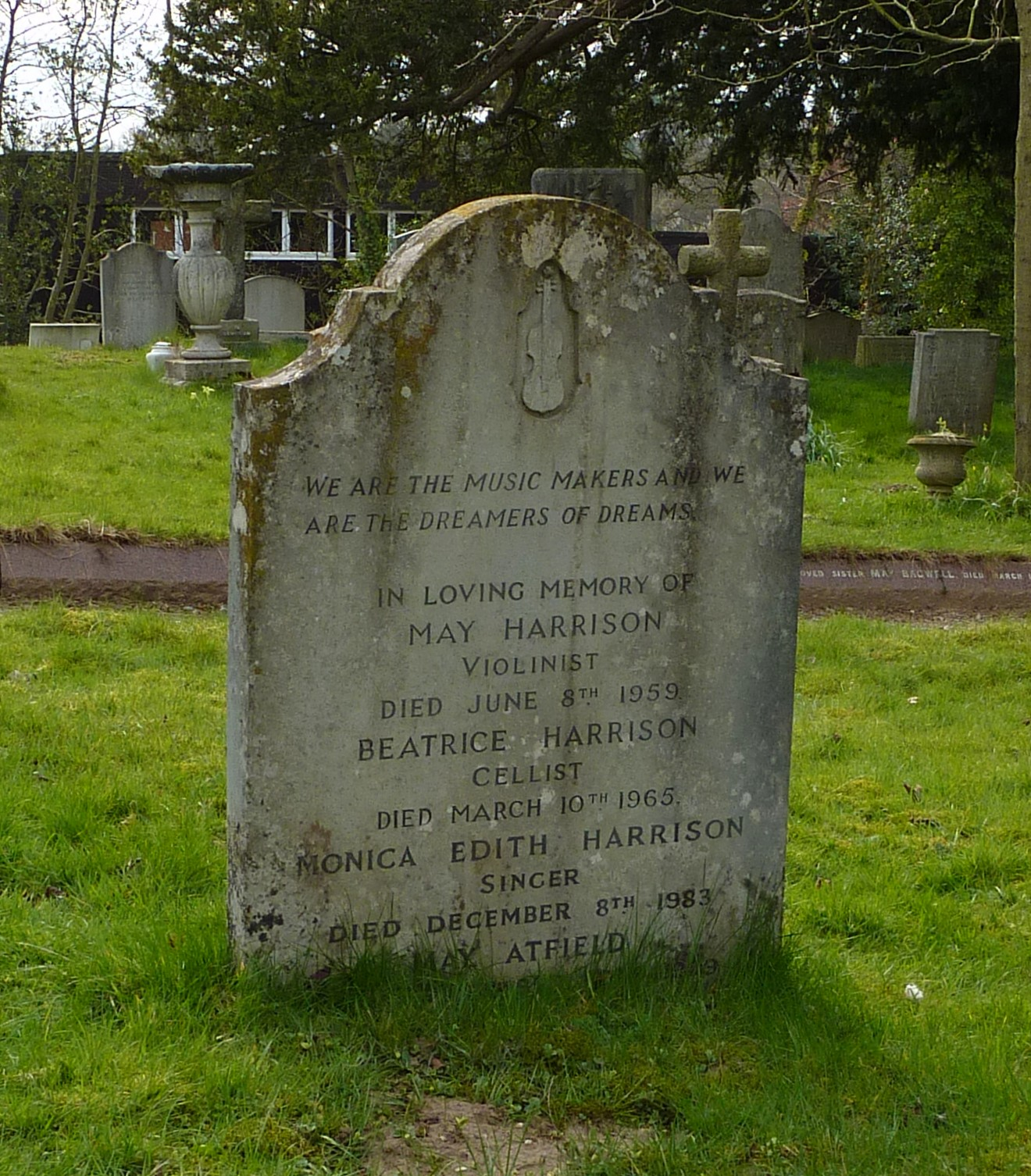
サリー、リンプスフィールドのセント・ピーター教会にあるベアトリス・ハリスンの墓。2013年撮影。

ハリスンの演奏は初期のBBCラジオ放送を通じて広く知られるようになった。また、彼女がオクステッドの自宅の庭に腰かけてチェロを演奏すると、集まったナイチンゲールが彼女の演奏と同時に歌うという、「ライブ」録音も複数行っている。こうして録音された楽曲には『我が母の教えたまいし歌』（ドヴォルザーク）、『ヒンドゥーの歌』（リムスキー＝コルサコフ）、『ロンドンデリーの歌』などがある。また、同じ庭で収録されたナイチンゲール1羽の歌声や夜明けのさえずりの様子も発売された。これらの録音は極めて高い人気を獲得した。しかしながら、BBCの録音で聴かれるこうした鳥の鳴き声は本物のナイチンゲールの声ではなく、見事な鳴きまねを聞かせたモード・グールドによるものであると指摘する者もいる。
ハリスンはコメディー映画『The Demi-Paradise』に、BBCの放送のためにナイチンゲールの歌声の伴奏としてチェロを弾くハリスン自身の役で出演している。
おそらくハリスンが最も特徴づけられるのはエルガーの協奏曲によって、とりわけヘンリー・ウッドとの演奏であろう。1937年8月には非常に大きな成功を収めており、1940年8月27日にドイツによる空爆で破壊される1年前の旧クイーンズ・ホールでロンドン交響楽団と行ったエルガー・コンサートでの演奏も成功裡に終わった。この演奏会では彼女は特に活発な演奏を繰り広げ、巻き髪が「踊った」ためにオーケストラの奏者の気が散ったほどであった。演奏会の途中、会場外で銃声が鳴り響いて漆喰の壁が場内へと崩落した。ウッドはそれまで自分が指揮した中でも彼女の演奏が最良のものであったと考えていた。ハリスンはウッドがこの世を去る1か月前の1944年7月、彼の最晩年のシーズンに出演したイングランドのソリストの1人となった。
ハリスンはピエトロ・グァルネリ製作のチェロを所有し、演奏していた。
1965年、ハリスンはサリーに没した。

## 生誕100周年コンサート
1992年12月9日、ウィグモア・ホールにおいてチェリストのジュリアン・ロイド・ウェバーとピアニストのジョン・レネハンによって、ベアトリス・ハリスン生誕100周年記念コンサートが開催された。プログラムは特に彼女にちなんだ楽曲で構成されており、アイアランドやディーリアスのチェロソナタが披露された他、シリル・スコットの『the Pastoral and Reel』ではウェバーがハリスンの姉妹であるマーガレットのピアノ伴奏に合わせて演奏した。

## 主要録音
- エルガー：チェロ協奏曲 （エドワード・エルガー指揮、ニュー・シンフォニー管弦楽団） HMV D1507-9
- ディーリアス：チェロ協奏曲 （ハロルド・クラクストン、ピアノ） HMV D1103-4
- ディーリアス：エレジーとカプリース （エリック・フェンビー指揮） HMV B3721
- ディーリアス：付随音楽『ハッサン』から間奏曲とセレナーデ （マーガレット・ハリスン、ピアノ） HMV B3274
- ナイチンゲール/ロンドンデリーの歌/ヒンドゥーの歌 HMV B2470 10"
- 古き世界の庭の夜明け/ナイチンゲール HMV B2469 10"
- ナイチンゲール/わが母の教えたまいし歌　など HMV B2853 102

## 関連事項
- 2001年にKeats-Shelley Memorial Associationの表彰を受けたロバート・サクストンの詩『The Nightingale Broadcasts』は、ハリスンのナイチンゲールとの演奏が題材になっている。
- ハリスンのナイチンゲールとの録音は、2004年のパトリシア・クリーヴランド・ペックの演劇『The Cello and the Nightingale』に着想を与えた[4][5]。
- ハリスンのナイチンゲールとの演奏は、ジョン・プレストンの2007年の小説『The Dig』において、ナイチンゲールとのエピソードを紹介する劇的な仕掛けとして言及されている。